# 紫花美冠兰
紫花美冠兰（学名：Eulophia spectabilis）为兰科美冠兰属下的一个种。其种加词“spectabilis”意为“显著的”，“引人注目的”。
现接受名为Eulophia nuda Lindl., 1833。